# Herbert Meade-Fetherstonhaugh
Herbert Meade-Fetherstonhaugh (né Meade ; 3 novembre 1875 - 27 octobre 1964) est un amiral britannique de la Royal Navy.

## Biographie
Il est né à Londres sous le nom de Herbert Meade, le troisième fils du baron Gillford de l'époque, qui devient plus tard, en 1879, le 4e comte de Clanwilliam, plus tard amiral de la flotte, et Elizabeth Henrietta Kennedy. Il adopte le nom de famille supplémentaire de Fetherstonhaugh par licence royale en 1931.

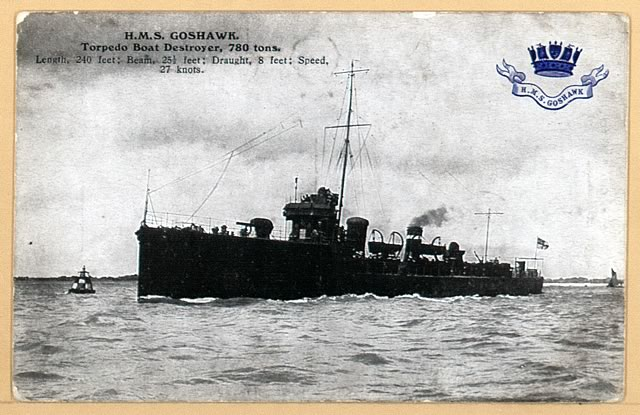
Le HMS Goshawk représenté sur une carte postale d'avant la Première Guerre mondiale

Il rejoint la Royal Navy et est promu lieutenant en 1897. En novembre 1902, il est affecté au cuirassé HMS Venerable, alors qu'il reçoit sa première commission allant à la flotte méditerranéenne . Il est promu commandant en 1908 et capitaine en 1914. En 1912, il reçoit le commandement du HMS Goshawk qui participe à la bataille d'Helgoland en 1914 et contribue au naufrage du destroyer allemand V187. Il est nommé aux commandes des croiseurs légers HMS Royalist lors de la bataille du Jutland en 1916 et du HMS Ceres lors de la deuxième bataille de Helgoland Bight en 1917 .
D'avril 1918 à avril 1919, il est l'assistant naval du Second Sea Lord, puis prend brièvement le commandement du croiseur de bataille HMS Renown avant d'être nommé pendant trois ans capitaine du Royal Naval College de Dartmouth (1923-1926). En 1924, il est également nommé aide de camp naval du roi.
Il est nommé Commandeur de l'Ordre royal de Victoria (CVO) en juillet 1922, Compagnon de l'Ordre du bain (CB) lors des honneurs d'anniversaire de 1925 et promu Chevalier Commandeur de l'Ordre royal de Victoria (KCVO) en mai 1929. Il est promu vice-amiral le 8 mai 1930 et, en 1931, reçoit le poste de vice-amiral commandant HM Yachts, poste qu'il occupe jusqu'en décembre 1934. Il est promu au grade d'amiral le 31 juillet 1934, promu Chevalier Grand Croix de l'Ordre royal de Victoria (GCVO) en décembre de la même année. Il prend sa retraite à sa propre demande en juillet 1936.

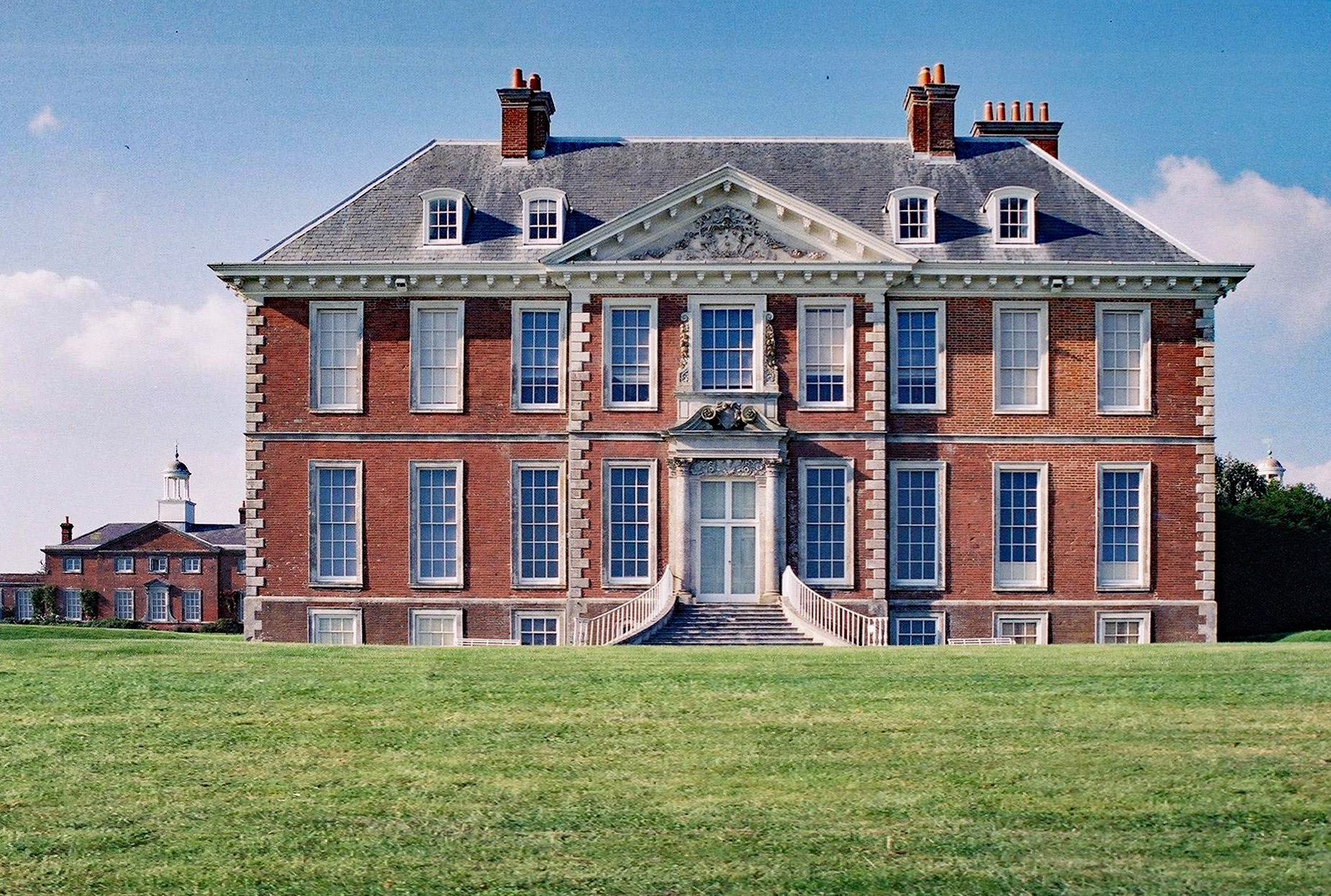
Uppark, Sussex

De 1939 à 1946, il est sergent d'armes de la Chambre des lords.
Il est mort en 1964. Il épouse en 1911 Margaret Isabel Frances Glyn, la fille d'Edward Glyn, l'évêque de Peterborough et a 2 fils et 2 filles. Le plus jeune fils, John Herbert Meade, succède à son cousin en tant que 7e comte Clanwilliam. La famille vit à Uppark (en), dans le Sussex, dont l'amiral hérite en 1930.